# Barrage de Maisons-Rouges
Le barrage de Maisons-Rouges aussi appelé barrage du Bec-des-Deux-Eaux est un ancien barrage situé sur la Vienne, à 750 mètres à l'aval de la confluence de la Vienne et de la Creuse, dans le département d'Indre-et-Loire sur les communes de Ports et de Nouâtre. Il a été détruit entre juin 1998 et avril 1999 pour permettre une meilleure continuité écologique, notamment des poissons. C'est avec le barrage de Saint-Étienne-du-Vigan, le premier barrage notable détruit intentionnellement en France.

## Caractéristique
Le barrage possède une retenue d'eau d'une hauteur de 3,80 mètres de haut pour 200 mètres de large. Il est construit pour fournir de l'électricité aux papeteries situées à proximité. Son lac de retenue s'étend au-delà de la confluence de la Vienne et de la Creuse, sur respectivement 7 et 8 km. Il était utilisé pour l'irrigation et dans une moindre mesure pour le tourisme. La production d'électricité est cependant son activité principale avec une production de 18 millions de kWh par an, grâce à 3 turbines Francis.

## Histoire

### Construction des différents équipements du barrage
Le barrage de Maisons-Rouges est construit en 1920 pour alimenter des papeteries. À la construction du barrage, celui-ci empêche la présence de poissons migrateurs en amont, malgré la construction de 5 passes à poissons,. Le barrage est détruit partiellement en 1922. La première échelle à poissons est construite peu de temps après sa construction, la deuxième avant 1930, toutes les deux n'ayant pas fonctionné. En 1948, EDF prend possession du barrage. En 1950, une troisième passe à poissons est construite, elle permet qu'aux aloses et lamproies de passer en période de crues. En 1957, une quatrième passe à poissons est construite, sans grande efficacité hors période de crues.
En 1963, une observation montre que le barrage bloque la migration de deux espèces aloses (grande alose et alose feinte), engendrant une hybridation stérile des deux espèces.
Le barrage est automatisé en 1980. En parallèle, le ministère de l'environnement établit le « plan Saumon » en 1975 et le retour aux sources en 1981. En 1987, une cinquième échelle à poissons est construite dans le sillage du plan Saumon. Cette échelle a eu une plus grande efficacité pour les grands individus notamment des lamproies et de quelques truites de mer et saumons.

### Annonce de la suppression du barrage
Entre 1993 et 1994, un renouvellement de la concession advient, juste avant le plan Loire Grandeur Nature,. Celui-ci en janvier 1994, annule plusieurs projets de barrages sur le bassin versant de la Loire et annonce la destruction du barrage de Maisons-Rouges. La concession du barrage à EDF n'est ainsi pas prolongée.
Cette décision s'exprime par le faible intérêt économique du barrage, couplé à son ancienneté et à la barrière qu'il constitue pour les migrations fluviales des poissons,.
Cette annonce de suppression suscita une opposition locale importante dès 1994, soutenue par les maires de Port-de-Piles et de Ports, cette dernière commune touchant 80 000 francs par an de taxe professionnelle grâce au barrage. L'opposition est également soutenue par le président du Conseil Général de la Vienne également président du Sénat, René Monory, la région Poitou-Charentes et de nombreux maires du canton.
À l'inverse la destruction du barrage est soutenue par la fédération de pêche d'Indre-et-Loire, la région Centre, en plus de bien sûr l'État. L'État confirme sa décision d'arasement du barrage en 1995, puis la même année la gèle. En 1996, une étude estime que le coût de la remise en état du barrage est de 40 millions de francs contre 22 à 23 millions pour sa suppression et ses compensations. En décembre 1996, la préfecture interdit l'accès des berges de la confluence jusqu'à 7 km en aval, pour des raisons de sécurité, liées au mauvais état du barrage. La centrale hydroélectrique est mise à l'arrêt ce même mois. En 1997, l'Epala, favorable à la suppression du barrage, confirme les coûts de l'arasement et annonce des coûts de réparations de l'ordre de 50 millions de francs.
Entre 1994 et 1997, des études sont réalisées sur la composition chimique des sédiments accumulés, remis en suspension par la destruction du barrage. Elles ne révèlent pas de pollution majeure (excepté la présence faible de cadmium),.

### Décision finale et suppression
La décision finale de destruction du barrage est prise uniquement en juillet 1997, par le premier ministre Lionel Jospin et la ministre de l'environnement, Dominique Voynet. En janvier 1998, une enquête publique est lancée sur la suppression du barrage. En mars 1998, les turbines sont démontées.
Le barrage est détruit entre juin 1998 et avril 1999, déconstruction qui comprend le barrage à proprement parler mais également le bâtiment du centre hydroélectrique, le clapet et les passes à aiguille,. La partie droite du barrage a été détruite en premier, en septembre 1998. La partie gauche qui intègre des passes à poissons et les bâtiments hydroélectriques a été détruite à la fin de 1998. La destruction du barrage a nécessité la construction de digues de protection sur les berges, mais également pour permettre la mise à sec du chantier,. La démolition s'est faite à la pelleteuse, alors que les palplanches sont découpées, au chalumeau,. Une dalle en béton a également été posée pour limiter l'érosion du site Une reconstitution paysagère du site du barrage a également été engagée en fin de chantier.
Le coût de la destruction du barrage a été de 17,1 millions de francs soit 2,6 millions d'euros, avec 14,2 millions de francs pour les travaux, 1,8 million pour les acquisitions foncières et 1,1 million de francs pour les études. Ces coûts sont assumés à 65 % par l'État, à 23 % par EDF et à 12 % par l'agence de l'eau. Le chantier de déconstruction et la maitrise d'œuvre étaient gérés par EDF, alors que la maitrise d'ouvrage est gérée par l'État,. La destruction du barrage se fait également en parallèle de projet de développement économique de 10 millions d'euros pour compenser les recettes liées à la taxe professionnelle versée précédemment par EDF,. Plusieurs sources marquent le peu de retombées des mesures compensatoires.

### Conséquences
Les études de suivi, mises en place entre 1999 et 2005, puis en 2009, ont mis en avant le changement des sédiments situés en amont du barrage, avec l'apparition de radier ayant une granulométrie élevée, au lieu du sable qui prédominait du temps du barrage. La libération de ces sédiments retenus par le barrage (soit 400 000 m2 sur 900 000 m2 de sédiments retenus) a réduit temporairement la biodiversité en aval, jusqu'à ce que ces éléments sédimentaires soient mieux dispersés dans le lit de la rivière entre 2002 et 2005. Ces sédiments mettront cependant plusieurs années ou décennies avant d'atteindre la mer.
En termes de présence de poissons migrateurs, la destruction du barrage a permis le retour d'un certain nombre d'entre eux en amont dont l'alose dès 1999 sur 35 km en amont. La recolonisation la plus impressionnante est celle de la lamproie marine. Le saumon a également recolonisé une partie des cours d'eau en avant dès 1999, avec 9 individus recensés cette année. Et la dernière espèce ayant recolonisé l'amont du barrage est le mulet porc. Le coût de ces études de suivi tant géomorphologiques que biologiques ont été de 50 000 euros en prenant l'étude de 2009 comme référence. C'est l'université de Tours qui assure ce suivi.
Entre 2004 et 2007, la passe à poissons automatisée du barrage de Châtellerault, située en amont sur la Vienne, enregistre entre 3 500 et 9 500 aloses, entre 8 300 et 41 600 lamproies marines, entre 2 et 12 truites de mer et entre 2 et 11 saumons. En 2007, la passe à poissons automatisée du barrage de Descartes, en amont sur la Creuse, a enregistré 9 000 aloses, 51 200 lamproies marines, 4 truites de mer et 60 saumons.